# Rick Kavanian
Richard Horatio „Rick“ Kavanian (ur. 26 stycznia 1971 w Monachium) – niemiecki aktor, komik, scenarzysta i aktor głosowy, telewizyjny i filmowy pochodzenia armeńskiego.

## Życiorys
Jego rodzice i dziadkowie w latach 50. wyemigrowali z Bukaresztu (Rumunia) do Monachium. W latach 1990–1994 przez 9 semestrów studiował nauki polityczne, historię kultury Ameryki Północnej i psychologię w Monachium i Augsburgu. W latach 1995–1996 studiował aktorstwo w Lee Strasberg Theatre Institute w Nowym Jorku.

## Wybrana filmografia

### Filmy fabularne
- 2001: But Manitou (Der Schuh des Manitu) jako Dimitri
- 2004: Gwiezdne jaja: Część I – Zemsta świrów ((T)Raumschiff Surprise – Periode 1) jako Maul, jeż/ Schrotty/Pulle/Putzmann/Zegar/Santa Maria-Ansager
- 2014: Bajka o tym, co wyruszył, by nauczyć się bać jako człowiek z tortu

### Dubbing
- 1999: Austin Powers: Szpieg, który nie umiera nigdy  (Austin Powers: The Spy Who Shagged Me) – Austin Powers
- 2000: Miasteczko South Park (South Park: Bigger, Longer & Uncut) – Phillip
- 2002: Austin Powers i Złoty Członek (Austin Powers in Goldmember) – Austin Powers
- 2004: O dwóch takich, co poszli w miasto (Harold and Kumar go to White Castle) – Kumar
- 2005: Madagaskar (Madagascar) – Zebra Marty
- 2006: Auta (Cars) – Luigi
- 2006: Happy Feet: Tupot małych stóp (Happy Feet) – Ramon
- 2007: Lissi na lodzie (Lissi und der wilde Kaiser) – Feldmarszałek / Król Bussi von Bayern / Schwaiger
- 2007: Rodzinka Robinsonów (Meet the Robinsons) –
- 2008: Guru miłości (The Love Guru) – Pitka
- 2008: Madagaskar 2 (Madagascar: Escape 2 Africa) – Zebra Marty
- 2010: Toy Story 3 – dinozaur Rex